# Bataille d'Izmaïl
Guerre russo-turque de 1787-1792
Batailles
- Kinburn
- Otchakov
- Île des Serpents (Fidonisi)
- Focșani
- Râmnic
- Kertch
- Tendra
- Izmaïl
- Măcin
- Kaliakra

Le siège d'Izmaïl ou bataille d'Izmaïl a lieu le 11 décembre 1790 (22 décembre dans le calendrier grégorien), pendant la guerre russo-turque de 1787-1792 . 

## Situation
C'est un port du delta du Danube, situé à 192 km au sud-ouest d'Odessa.

## Déroulement
En 1790, le général Souvorov prend d'assaut İşmasıl, qui comptait alors une population de 35 000 Turcs, Tatars, Moldaves, Grecs et Lipovènes. Les Turcs et Tatars furent soit massacrés, soit chassés de la ville, qui possédait 17 mosquées, réduites en cendres. Ils se réfugièrent à Isaccea, un gros bourg dobrogéen sur la rive sud du Danube.
Les Russes commencèrent à bombarder la forteresse à 3 heures du matin puis à 5h30 se lancèrent à l'assaut. Il était huit heures quand les troupes russes entrèrent dans la ville.
À la suite de cet événement, Grom pobedy, razdavaysya! devint l'hymne russe du xviiie siècle et début xixe siècle en Russie et le 24 décembre est l'un des jours de commémoration militaire de la Russie.

## En images

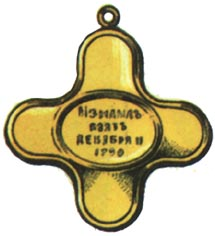
Médaille commémorative
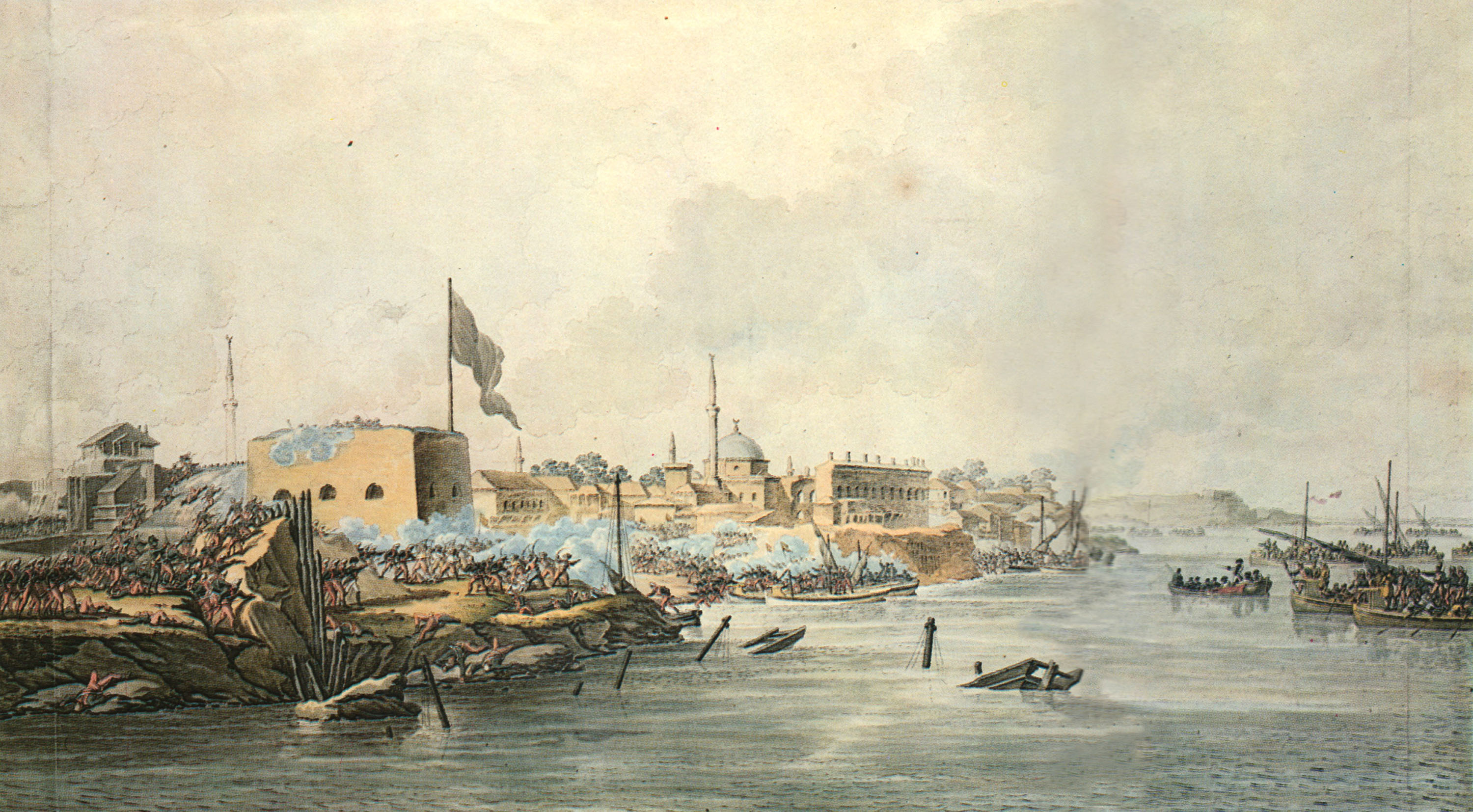
La prise de la ville, gravure de Samouïl Chifflart (ru)
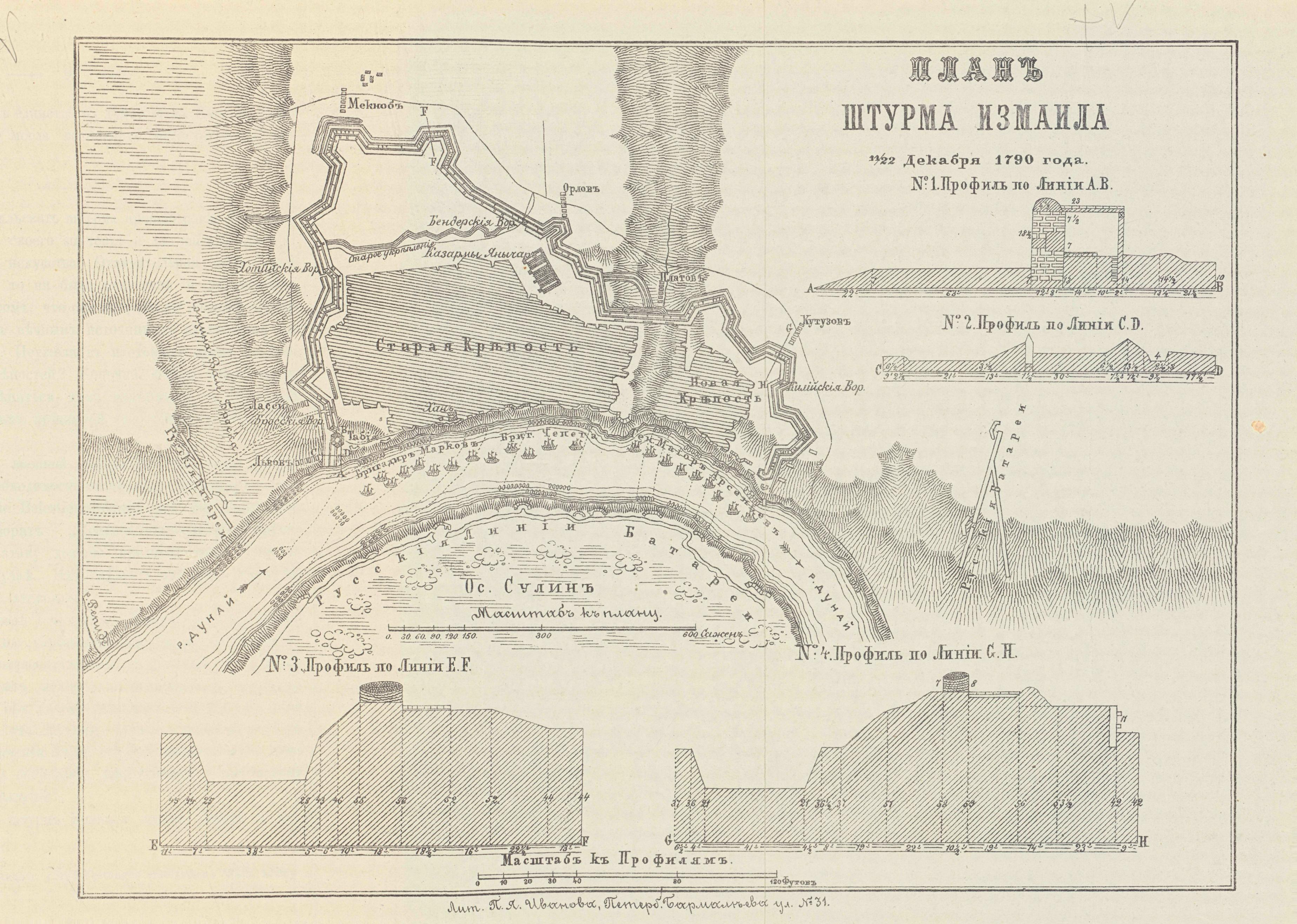
La forteresse en 1790